# Filipijnse verkiezingen 1919
Op 3 juni 1919 werden de Filipijnse verkiezingen 1919 georganiseerd. De Filipijnse stemgerechtigden kozen op deze dag zowel op landelijk als op lokaal niveau nieuwe bestuurders. Landelijk werden de leden van de Filipijnse Senaat en het Filipijns Huis van Afgevaardigden gekozen. Naast deze landelijke verkiezingen werden ook op lokaal niveau verkiezingen gehouden voor gouverneur en vicegouverneur in de provincies en burgemeester en viceburgemeester in de steden en gemeenten. 

## Resultaten senaatsverkiezingen
| District     | Senator | Senator                     | Partij       |
| ------------ | ------- | --------------------------- | ------------ |
| 1e district  |         | Vicente Singson Encarnacion | Progresista  |
| 1e district  |         | Santiago Fonacier           | Nacionalista |
| 2e district  |         | Bernabe de Guzman           | Nacionalista |
| 2e district  |         | Pedro Maria Sison           | Nacionalista |
| 3e district  |         | Ceferino de Leon            | Nacionalista |
| 3e district  |         | Teodoro Sandiko             | Nacionalista |
| 4e district  |         | Pedro Guevara               | Nacionalista |
| 4e district  |         | Rafael Palma                | Nacionalista |
| 5e district  |         | Antero Soriano              | Nacionalista |
| 5e district  |         | Manuel Quezon               | Nacionalista |
| 6e district  |         | Mario Guarina               | Nacionalista |
| 6e district  |         | Vicente de Vera             | Nacionalista |
| 7e district  |         | Jose Altavas                | Nacionalista |
| 7e district  |         | Jose Maria Arroyo           | Nacionalista |
| 8e district  |         | Espiridion Guanco           | Nacionalista |
| 8e district  |         | Hermenegildo Villanueva     | Nacionalista |
| 9e district  |         | Esteban Singson             | Nacionalista |
| 9e district  |         | Jose Maria Veloso           | Nacionalista |
| 10e district |         | Mario Guarina               | Nacionalista |
| 10e district |         | Leoncio Imperial            | Nacionalista |
| 10e district |         | Jose Clarin                 | Nacionalista |
| 10e district |         | Francisco Soriano           | Nacionalista |